# Mike Portnoy
Mike Portnoy (20 de abril de 1967) é um baterista e compositor norte-americano, conhecido principalmente por ser o baterista oficial e cofundador da banda de metal progressivo Dream Theater. Aclamado por ser um baterista extremamente habilidoso, Portnoy ganhou 29 prêmios da conceituada revista Modern Drummer. Sendo também a segunda pessoa mais jovem (atrás apenas de Neil Peart) a ser introduzida no Modern Drummer's Hall of Fame  (aos 37 anos de idade). Mike co-produziu 6 álbuns do Dream Theater com o também membro e guitarrista da banda John Petrucci, iniciando com  Metropolis Pt. 2: Scenes from a Memory até Black Clouds and Silver Linings. A partir de A Change of Seasons para a frente, Portnoy escreveu uma significativa quantidade de letras para a banda.
Além de seu trabalho com o Dream Theater, Portnoy também é conhecido por muitos projetos paralelos e tributos à bandas. É membro fundador do Liquid Tension Experiment, uma banda de rock progressivo instrumental, com outros membros do Dream Theater: John Petrucci e Jordan Rudess, juntamente com o baixista Tony Levin. Também é um membro fundador da Transatlantic, um super grupo de rock progressivo, contando com o tecladista/vocalista Neal Morse (ex-Spock Beard), o guitarrista da Flower Kings, Roine Stolt e o baixista da Marillion, Pete Trewavas. Portnoy também gravou, excursionou e tocou ao vivo com Neal Morse, OSI, Hail!, Stone Sour, Fates Warning, Overkill, G3. Chegando também a tocar na banda Avenged Sevenfold, em lugar do falecido baterista da banda, The Rev.
Ao longo dos anos, Portnoy também produziu muitos tributos à bandas como: Beatles, Led Zeppelin, Rush, The Who, e Pink Floyd permitindo-lhe executar músicas de bateristas que o influenciaram e que estão entre os seus favoritos.

## Vida pessoal
Mike é casado com Marlene Portnoy (ele a conheceu quando a banda Meanstreak, em que Marlene e Rena Petrucci, esposa de John, tocavam juntas, abriu alguns shows do Dream Theater). É pai de dois filhos, uma menina chamada Melody Ruthandrea Portnoy e um menino Max Ruthandrea Portnoy . Seus hobbies são, além de assistir seriados de TV e desenhos, cuidar de seu cão e de seu gato.

## Carreira Musical
Mike é baterista da banda de metal progressivo Dream Theater por 25 anos, onde compôs letras, linhas de baterias e também fez backing vocals em algumas músicas.
Com o Dream Theater, participou nas obras:

### Álbuns de estúdio
- When Dream and Day Unite (1989)
- Images and Words (1992)
- Awake (1994)
- Falling Into Infinity (1997)
- Metropolis, Pt. 2: Scenes From A Memory (1999)
- Six Degrees of Inner Turbulence (2002)
- Train of Thought (2003)
- Octavarium (2005)
- Systematic Chaos (2007)
- Black Clouds & Silver Linings (2009)

### EP's
- A Change of Seasons (1995)
- Wither (2009)

### Álbuns ao vivo
- Live at the Marquee (1993)
- Once in a LIVEtime (1998)
- Live Scenes from New York (2001)
- Live at Budokan (2004)
- Score (2006)
- Chaos in Motion (2008)

### Singles
- "Pull Me Under" (do álbum Images And Words) (1992)
- "Another Day" (do álbum Images And Words) (1992)
- "Take The Time" (do álbum Images And Words) (1992)
- "The Silent Man" (do álbum Awake) (1994)
- "Lie" (do álbum Awake) (1994)
- "Caught in a Web" (do álbum Awake) (1994)
- "Hollow Years" (do álbum Falling Into Infinity) (1997)
- "Through Her Eyes" (do álbum Metropolis, Pt. 2: Scenes From A Memory) (2000)
- "Misunderstood" (do álbum Six Degrees of Inner Turbulence) (2002)
- "Solitary Shell" (do álbum Six Degrees of Inner Turbulence) (2002)
- "As I Am" (edição de rádio, do álbum Train Of Thought) (2003)
- "In The Name Of God" (do álbum Train Of Thought) (2003)
- "Panic Attack" (edição de rádio, do álbum Octavarium) (2005)
- "Constant Motion" (do álbum Systematic Chaos) (2007)
- "Forsaken" (do álbum Systematic Chaos) (2007)
- "A Rite of Passage" (do álbum "Black Clouds and Silver Linings") (2009)
- "Wither" (do álbum "Black Clouds and Silver Linings") (2009)

No dia 17 de Fevereiro de 2010, foi anunciado pelo site DeathBat News a participação de Mike na banda Avenged Sevenfold para a gravação de um novo álbum, substituindo temporariamente o então baterista James Owen Sullivan -The Rev-, falecido no dia 28 de dezembro de 2009.
No dia 8 de setembro de 2010, Portnoy anunciou sua saída da banda que fundou, o Dream Theater, prosseguindo com seus projetos paralelos.

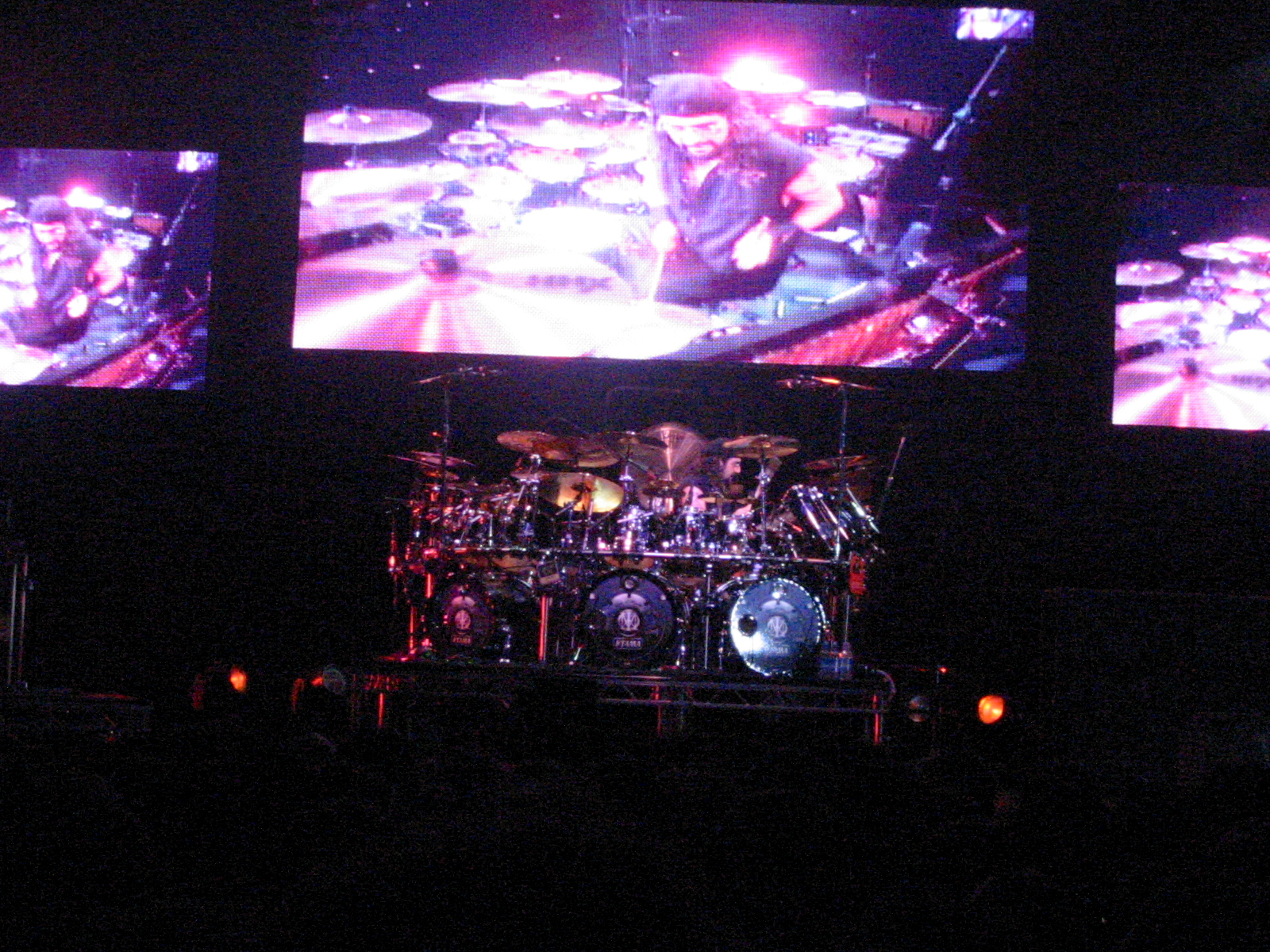
Mike Portnoy durante turnê do Train of Thought

No dia 16 de Dezembro de 2010, Portnoy anunciou pela sua página no Facebook o término de suas participações com o (Avenged Sevenfold).

## Atualmente
Em 2011 Portnoy anunciou que estava participando de 2 projetos musicais. Um com Russell Allen, Mike Orlando and Paul DiLeo, e outro com Neal Morse, Steve Morse, Dave LaRue e Casey McPherson. Em junho de 2011 Mike Portnoy começa seu novo projeto Adrenaline Mob junto com Russel Allen (Symphony X), Mike Orlando (Sonic Stomp) e o baixista Paul DiLeo (Stuck Mojo) e Rich Ward (Fozzy). No primeiro show da banda Adrenaline Mob a banda tocou a música The Mob Rules cover do Sabbath.
Portnoy tocou, no dia 24 de Setembro de 2011, com a banda Stone Sour (substituindo Roy Mayorga que acabara de ter um filho) no Rock in Rio 2011.
Foi anunciado para o dia 15 de maio de 2013, no Japão, o lançamento do primeiro álbum de seu projeto The Winery Dogs (banda composta também por Billy Sheehan e Richie Kotzen).
Foi substituto do falecido A. J. Pero na banda Twisted Sister.
No dia 25 de outubro de 2023 o Dream Theather anunciou o seu retorno como baterista da banda.

## Discografia

### com Dream Theater
- 1989 - When Dream and Day Unite
- 1992 - Images and Words
- 1993 - Live at the Marquee (ao vivo)
- 1994 - Awake
- 1995 - A Change of Seasons (EP)
- 1997 - Falling Into Infinity
- 1998 - Once in a LIVEtime (ao vivo)
- 1999 - Metropolis Pt. 2: Scenes from a Memory
- 2001 - Live Scenes From New York (ao vivo)
- 2002 - Six Degrees of Inner Turbulence
- 2003 - Train of Thought
- 2004 - Live at Budokan (ao vivo)
- 2005 - Octavarium
- 2006 - Score (Live)
- 2007 - Systematic Chaos
- 2008 - Greatest Hit (...and 21 Other Pretty Cool Songs)
- 2008 - Chaos in Motion (Live)
- 2009 - Black Clouds & Silver Linings
- 2009 - Wither (EP)
- 2025 - Parasomnia

### com Avenged Sevenfold
- 2010 - Nightmare

### com Liquid Tension Experiment
- 1998 - Liquid Tension Experiment
- 1999 - Liquid Tension Experiment 2
- 2007 - Spontaneous Combustion (como Liquid Trio Experiment)
- 2009 - When the Keyboard Breaks: Live in Chicago (CD) (como Liquid Trio Experiment 2)
- 2021 - Liquid Tension Experiment 3

### com Transatlantic
- 2000 - SMPT:e
- 2001 - Live in America (ao vivo)
- 2001 - Bridge Across Forever
- 2003 - Transatlantic Demos por Neal Morse
- 2003 - SMPT:e (The Roine Stolt Mixes: por volta de 1999)
- 2003 - Live in Europe (ao vivo)
- 2009 - The Whirlwind
- 2014 - Kaleidoscope
- 2014 - KaLIVEoscope (ao vivo)
- 2021 - The Absolute Universe

### com Neal Morse
- 2003 - Testimony
- 2004 - One
- 2004 - Testimony Live (DVD)
- 2005 - Question Mark
- 2006 - Cover to Cover
- 2007 - Sola Scriptura
- 2008 - Lifeline
- 2011 - Testimony 2 (CD & DVD)
- 2012 - Momentum
- 2015 - The Grand Experiment
- 2016 - The Similitude of a Dream
- 2019 - The Great Adventure
- 2020 - Sola Gratia

### com OSI
- 2003 - Office of Strategic Influence
- 2006 - Free
- 2006 - re:free

### com John Arch
- 2003 - A Twist of Fate

### Com Flying Colors
- 2012 - Flying Colors
- 2014 - Second Nature
- 2019 - Third Degree

### Com Adrenaline Mob
- 2011 - Adrenaline Mob (EP)
- 2012 - Omertà
- 2013 - Covertà

### Com The Winery Dogs
- 2013 - The Winery Dogs
- 2015 - Hot Streak
- 2023 - III

### Com Haken
- 2014 - Restoration (gongo na faixa "Crystallised")

### Com Sons of Apollo
- 2017 - Psychotic Symphony
- 2020 - MMXX

### Com John Petrucci
- 2020 - Terminal Velocity

### Shows de tributos (CD e DVD)
(disponíveis em MikePortnoy.com apenas)
- One Night in New York City - Yellow Matter Custard (2003) (The Beatles) com Paul Gilbert, Neal Morse e Matt Bissonette
- Two Nights In North America - Hammer of the Gods (2006) (Led Zeppelin) com Paul Gilbert, Daniel Gildenlöw e Dave LaRue
- One Night in Chicago - Cygnus and the Sea Monsters (2006) (Rush) com Paul Gilbert, Sean Malone e Jason McMaster
- One Night in New York City - Amazing Journey (2007) (The Who) com Paul Gilbert, Billy Sheehan e Gary Cherone

### Com músicos selecionados
- 1984 - Rising Power:  Power For The People
- 1986 - Inner Sanctum: 12 A.M.

### DVDs instrucionais de bateria
- "Progressive Drum Concepts" (Rittor Music 1995 1 VHS/DVD)
- "Liquid Drum Theater" (Hudson Music 2000 2 DVD)
- "In Constant Motion" (Hudson Music 2007, 3 DVD)

### Filmagens próprias de suas performances
Mike lançou diversos DVD de performances suas durante as gravações dos álbuns do Dream Theater e outros projetos paralelos. Estão disponíveis apenas no site do músico.
- "Asian Clinic Tour" (MP4 Productions 2001, 1 DVD) (out of print)
- "Ten Degrees of Turbulent Drumming" (MP4 Productions 2002, 1 DVD)
- "Drums Across Forever" (MP4 Productions 2002, 1 DVD)
- "Drums of Thought" (MP4 Productions 2004, 1 DVD)
- "Live at Budokan" (MP4 Production 2005, 1 DVD)
- "Mike Portnoy - Drumavarium" (MP4 Productions 2005, 1 DVD)
- "sysDRUMatic chaos" (MP4 Productions 2007, 1 DVD)
- "SCORE" (MP4 Productions 2008, 1 DVD)
- "Black Clouds & Silver Drumming" (MP4 Productions 2009, 1 DVD)
- "Whirlwind Drumming" (MP4 Productions 2010, 1 DVD)
- "Drumertá" (2012)
- "Drumming Colors" (2012)